# Ritratto di Elena Anguissola
Ritratto di Elena Anguissola (in inglese: Portrait of the artist’s sister Elena in the guise of a nun), datato 1551, è il primo dipinto di Sofonisba Anguissola a noi noto.

## Descrizione
Questo ritratto che rappresenta la sorella Elena Anguissola, monaca novizia col nome di suor Minerva, è firmato e datato con una scritta non facilmente e completamente leggibile: SOPHONISBA ANGUSSOLA VIRGO M [...] TERI AGO.TI PINXIT MDLI. Flavio Caroli completò l'iscrizione, aggiungendo queste parole: MONASTERI SANCTI AGOSTINI.
Elena Anguissola infatti si fece monaca nel monastero di Sant'Agostino, a Mantova.
Il dipinto riflette l'abilità e la forza espressiva della pittrice, ma anche il gusto per la fisiognomica, tipico del cinquecento lombardo. La psicologia è presente in molti altri dipinti di Sofonisba Anguissola; nella Partita a scacchi, del 1555 e nel suo Autoritratto alla spinetta la pittrice considera l'abilità femminile nel gioco degli scacchi e nel suonare uno strumento musicale, come complemento essenziale nell'educazione delle giovani donne, di elevata condizione sociale.
Sofonisba Anguissola ebbe in vita contatti con insigni artisti: da giovane incontrò a Parma il miniaturista Giulio Clovio, ne ammirò l'abilità e tentò di emularlo; nel 1624, ormai anziana e quasi cieca, ebbe a Palermo la visita di Anthony van Dyck che le fece il ritratto. È stata sepolta a Palermo, nella chiesa di San Giorgio dei Genovesi.
Il Ritratto di Elena Anguissola era nella collezione del Conte di Yarborough e vi rimase fino al 1936, quando fu acquistato dal museo che oggi lo possiede. Secondo Rossana Sacchi era anticamente attribuito a Tiziano e più tardi fu riconosciuto come opera di Sofonisba Anguissola e come un ritratto della sorella Elena.

### Descrizione
Il ritratto della religiosa risalta sul fondo scuro. La giovanissima novizia tiene tra le mani un libriccino, ricoperto di pelle rossa profilata d'oro. Lo stile del dipinto risente del Correggio, di Lorenzo Lotto, ma anche di Bernardino Gatti (detto Il Sojaro). Sofonisba Anguissola indugia sui dettagli e coglie la dolcezza, l'intensità dello sguardo e la calma angelica della monaca ritratta: ne dà una immagine silente e contemplativa, costruita sulle geometrie - quasi solide - dell'abito monacale. Le labbra sono appena contratte, lo sguardo è intenso e delicati sono i passaggi delle velature, sul viso e sulle mani.